# Wereldkampioenschap voetbal 2022 (Groep D) Australië - Denemarken
Dit artikel gaat over de groepswedstrijd in groep D van het wereldkampioenschap voetbal 2022 tussen Australië en Denemarken die gespeeld werd op woensdag 30 november 2022 in het Al Janoubstadion te Al Wakrah. Het duel was de 37ste wedstrijd van het toernooi.
Mathew Leckie maakte het enige doelpunt van de wedstrijd en bezorgde Australië zodoende de zege en daarmee plaatsing voor de achtste finales. De enige eerdere keer dat Australië de achtste finales van het WK haalde, was in 2006. Het was voor het eerst dat Australië opeenvolgende wedstrijden op het wereldkampioenschap wist te winnen en het was ook voor het eerst dat Australië in elk van zijn groepswedstrijden op een WK trefzeker was. Voor de Denen was het de tweede keer in de WK-geschiedenis dat ze opeenvolgende WK-wedstrijden verloren. Door de nederlaag bleef Denemarken zes WK-wedstrijden zonder zege; nooit eerder bleef het langer dan twee WK-wedstrijden zonder zege.

## Voorafgaand aan de wedstrijd
- Australië stond bij aanvang van het toernooi op de 38ste plaats van de FIFA-wereldranglijst en moest 25 WK-deelnemers boven zich dulden.[1] Denemarken was op de tiende plek terug te vinden.[2] Acht WK-deelnemers waren hoger gerangschikt dan Denemarken.
- Australië en Denemarken troffen elkaar voorafgaand aan deze wedstrijd vier keer. Denemarken won twee van die wedstrijden, Australië zegevierde eenmaal en één duel, in de groepsfase van het WK 2018, eindigde onbeslist (1–1).
- Eerder in de groepsfase verloor Australië met 1–4 van Frankrijk en won het met 1–0 van Tunesië. Afhankelijk van het resultaat van de wedstrijd tussen Tunesië en Frankrijk kon een gelijkspel genoeg zijn voor Australië om zich te plaatsen voor de achtste finales. Denemarken speelde eerder doelpuntloos gelijk tegen Tunesië en verloor met 1–2 van Frankrijk, waardoor het moest winnen om kans te houden op plaatsing voor de achtste finales.
- Thomas Delaney kon niet meespelen bij de Denen door een blessure die hij opliep in de de wedstrijd tegen Tunesië.[3]

## Wedstrijdgegevens[4]
|                                                      |            |                  |            | |
| Groep C 30 november 2022 18:00 (UTC+3) 16:00 (UTC+1) | Australië  | 1 – 0 (0 – 0)    | Denemarken | Stadion: Al Janoubstadion, Al Wakrah Toeschouwers: 41.232 Scheidsrechter: Mustapha Ghorbal Assistenten: Mokrane Gourari Assistenten: Abdelhak Etchiali Vierde official: Maguette Ndiaye Video-assistent: Mauro Vigliano AVAR 1: Nicolás Gallo AVAR 2: Gabriel Chade AVAR 3: Adil Zourak Speler van de wedstrijd: Mathew Leckie |
| Groep C 30 november 2022 18:00 (UTC+3) 16:00 (UTC+1) | Leckie 60' | Wedstrijdverslag |            | Stadion: Al Janoubstadion, Al Wakrah Toeschouwers: 41.232 Scheidsrechter: Mustapha Ghorbal Assistenten: Mokrane Gourari Assistenten: Abdelhak Etchiali Vierde official: Maguette Ndiaye Video-assistent: Mauro Vigliano AVAR 1: Nicolás Gallo AVAR 2: Gabriel Chade AVAR 3: Adil Zourak Speler van de wedstrijd: Mathew Leckie |
| Groep C 30 november 2022 18:00 (UTC+3) 16:00 (UTC+1) |            |                  |            | Stadion: Al Janoubstadion, Al Wakrah Toeschouwers: 41.232 Scheidsrechter: Mustapha Ghorbal Assistenten: Mokrane Gourari Assistenten: Abdelhak Etchiali Vierde official: Maguette Ndiaye Video-assistent: Mauro Vigliano AVAR 1: Nicolás Gallo AVAR 2: Gabriel Chade AVAR 3: Adil Zourak Speler van de wedstrijd: Mathew Leckie |
| Groep C 30 november 2022 18:00 (UTC+3) 16:00 (UTC+1) |            |                  |            | Stadion: Al Janoubstadion, Al Wakrah Toeschouwers: 41.232 Scheidsrechter: Mustapha Ghorbal Assistenten: Mokrane Gourari Assistenten: Abdelhak Etchiali Vierde official: Maguette Ndiaye Video-assistent: Mauro Vigliano AVAR 1: Nicolás Gallo AVAR 2: Gabriel Chade AVAR 3: Adil Zourak Speler van de wedstrijd: Mathew Leckie |
|                                                      |            |                  |            | |

| Australië | Denemarken |

| DM             | 01 | Mathew Ryan        |     |
| RA             | 02 | Milos Degenek      | 69' |
| CV             | 19 | Harry Souttar      |     |
| CV             | 04 | Kye Rowles         |     |
| LA             | 16 | Aziz Behich        | 4'  |
| RM             | 07 | Mathew Leckie      | 89' |
| CM             | 13 | Aaron Mooy         |     |
| CM             | 22 | Jackson Irvine     |     |
| LM             | 23 | Craig Goodwin      | 46' |
| SP             | 14 | Riley McGree       | 74' |
| SP             | 15 | Mitchell Duke      | 82' |
| Wisselspelers: |    |                    |     |
| DM             | 12 | Andrew Redmayne    |     |
| DM             | 18 | Danny Vukovic      |     |
| VD             | 03 | Nathaniel Atkinson |     |
| VD             | 05 | Fran Karačić       |     |
| VD             | 08 | Bailey Wright      | 74' |
| VD             | 20 | Thomas Deng        |     |
| VD             | 24 | Joel King          |     |
| MV             | 10 | Ajdin Hrustić      | 89' |
| MV             | 17 | Cameron Devlin     |     |
| MV             | 26 | Keanu Baccus       | 46' |
| AV             | 06 | Marco Tilio        |     |
| AV             | 09 | Jamie Maclaren     | 82' |
| AV             | 11 | Awer Mabil         |     |
| AV             | 21 | Garang Kuol        |     |
| AV             | 25 | Jason Cummings     |     |
| Coach:         |    |                    |     |
| Graham Arnold  |    |                    |     |

| DM              | 01 | Kasper Schmeichel   |         |
| RA              | 13 | Rasmus Kristensen   | 46'     |
| CV              | 02 | Joachim Andersen    |         |
| CV              | 06 | Andreas Christensen |         |
| LA              | 05 | Joakim Mæhle        | 69'     |
| CM              | 07 | Mathias Jensen      | 59'     |
| CM              | 23 | Pierre Højbjerg     |         |
| CM              | 10 | Christian Eriksen   |         |
| RB              | 11 | Andreas Skov Olsen  | 69'     |
| SP              | 09 | Martin Braithwaite  | 59'     |
| SP              | 25 | Jesper Lindstrøm    |         |
| Wisselspelers:  |    |                     |         |
| DM              | 16 | Oliver Christensen  |         |
| DM              | 22 | Frederik Rønnow     |         |
| VD              | 03 | Victor Nelsson      |         |
| VD              | 04 | Simon Kjær          |         |
| VD              | 17 | Jens Stryger Larsen |         |
| VD              | 18 | Daniel Wass         |         |
| VD              | 26 | Alexander Bah       | 46'     |
| MV              | 15 | Christian Nørgaard  |         |
| AV              | 12 | Kasper Dolberg      | 59'     |
| AV              | 14 | Mikkel Damsgaard    | 59'     |
| AV              | 19 | Jonas Wind          |         |
| AV              | 20 | Yussuf Poulsen      |         |
| AV              | 21 | Andreas Cornelius   | 69'     |
| AV              | 24 | Robert Skov         | 69' 75' |
| Coach:          |    |                     |         |
| Kasper Hjulmand |    |                     |         |

| Statistieken           | Australië | Denemarken |
| ---------------------- | --------- | ---------- |
| Doelpunten             | 1         | 0          |
| Gele kaarten           | 2         | 1          |
| Rode kaarten           | 0         | 0          |
| Wissels                | 4         | 5          |
| Schoten op doel        | 4         | 3          |
| Schoten naast doel     | 2         | 7          |
| Overtredingen          | 11        | 10         |
| Hoekschoppen           | 2         | 6          |
| Buitenspel             | 1         | 3          |
| Passnauwkeurigheid (%) | 65        | 87         |
| Balbezit (%)           | 29        | 71         |